# Église Saint-Leu-Saint-Gilles de Paris
Pour les articles homonymes, voir Église Saint-Leu-Saint-Gilles.
L'église Saint-Leu-Saint-Gilles est une église du XIIIe siècle de culte catholique située au no 92 rue Saint-Denis dans le 1er arrondissement de Paris.
Elle fait l’objet d’un classement au titre des monuments historiques depuis le 20 mai 1915.

## Historique
L'église est située sur l'ancien domaine féodal le long de la rue Saint-Denis entre les rues Aubry-le-Boucher et Greneta que possédait le monastère Saint-Magloire dans la Cité. Les moines y firent construire une chapelle restaurée en 1118 et se transportèrent de la Cité à ce domaine en 1138. Cette chapelle du monastère devint le centre de la paroisse des habitants de ce domaine, annexe de l'église Saint-Barthélemy (disparue) de l'ancien couvent dans la Cité. Une église construite en 1235 à l'extérieur de l'enclos monastique pour la desserte de cette paroisse en développement à la suite de la création du marché des Champeaux proche est à l'origine de l'édifice actuel.
Cette première église a été plusieurs fois reconstruite et remaniée, notamment en 1320, 1611, 1727 et finalement en 1780, lorsqu'une chapelle souterraine lui a été ajoutée.

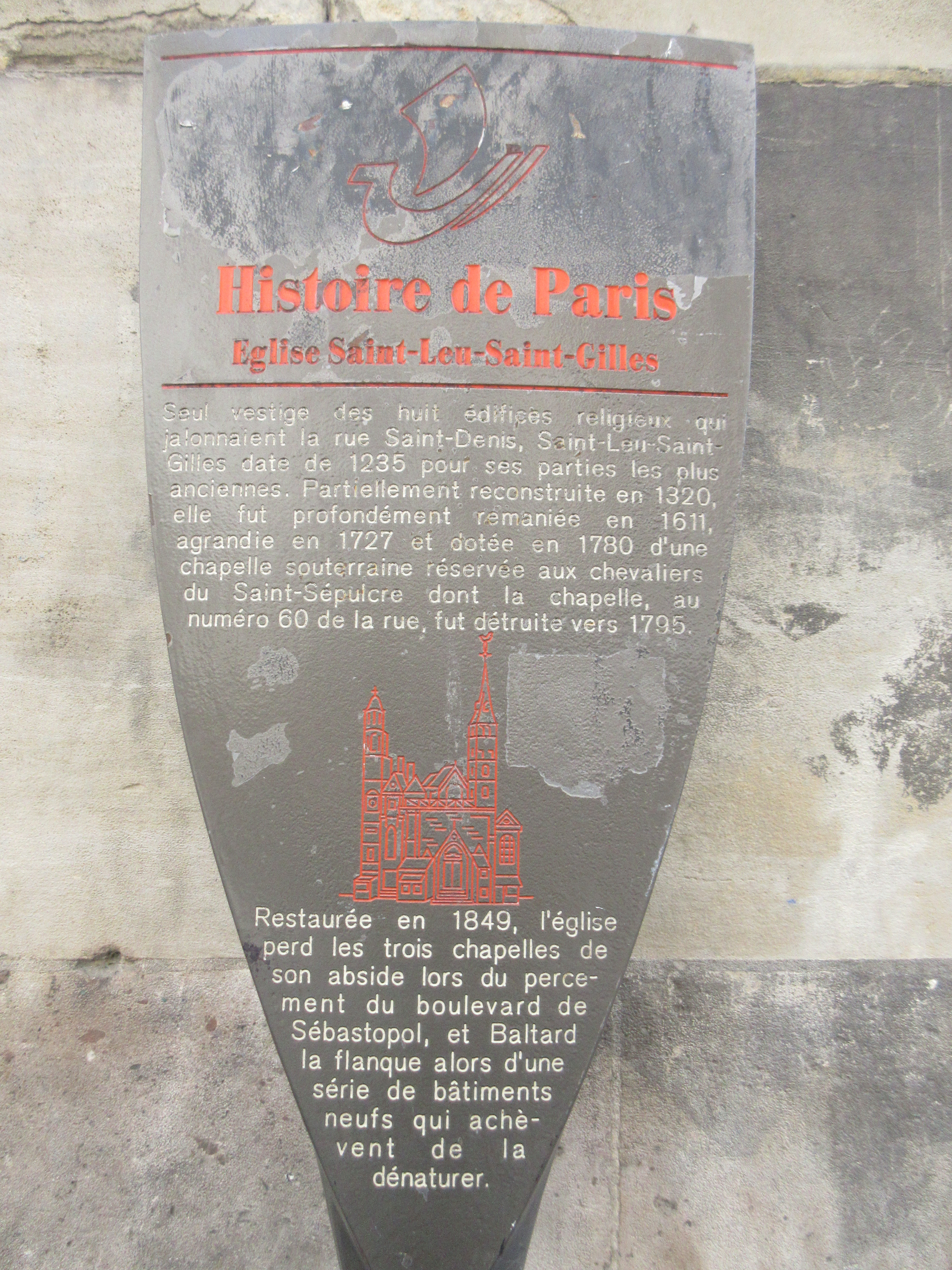
Panneau Histoire de Paris « Église Saint-Leu-Saint-Gilles ».
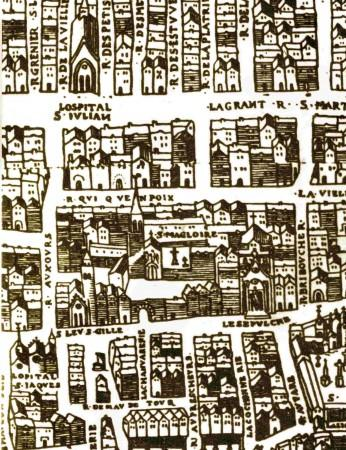
Plan de Paris (vers 1551-1552).
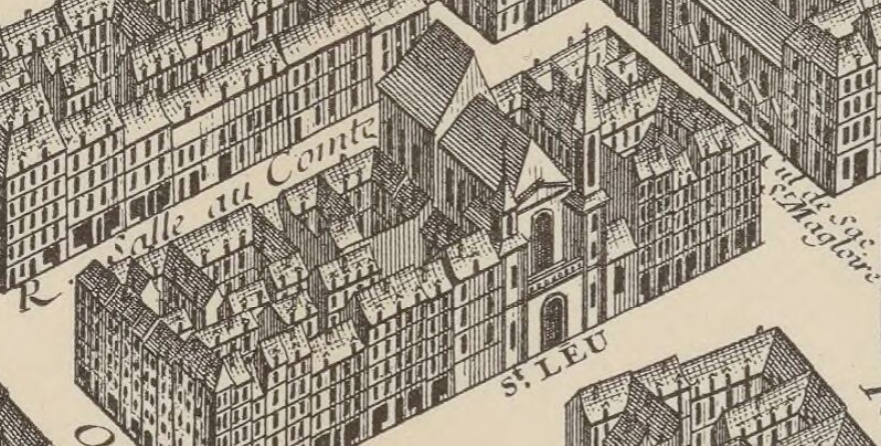
Église Saint-Leu-Saint-Gilles en 1737 sur plan de Turgot

En 1819, les reliques de sainte Hélène sont transférées de l’abbaye d’Hautviller à l'église de Saint-Leu par l'ordre des Chevaliers du Saint-Sépulcre.
Lors du percement du boulevard de Sébastopol et du prolongement de la rue du Cygne de la rue Saint-Denis au boulevard de Sébastopol  en 1857, les trois chapelles de l'abside sont détruites. À cette époque, les travaux de réaménagement sont menés par les architectes Étienne-Hippolyte Godde, puis Victor Baltard. 

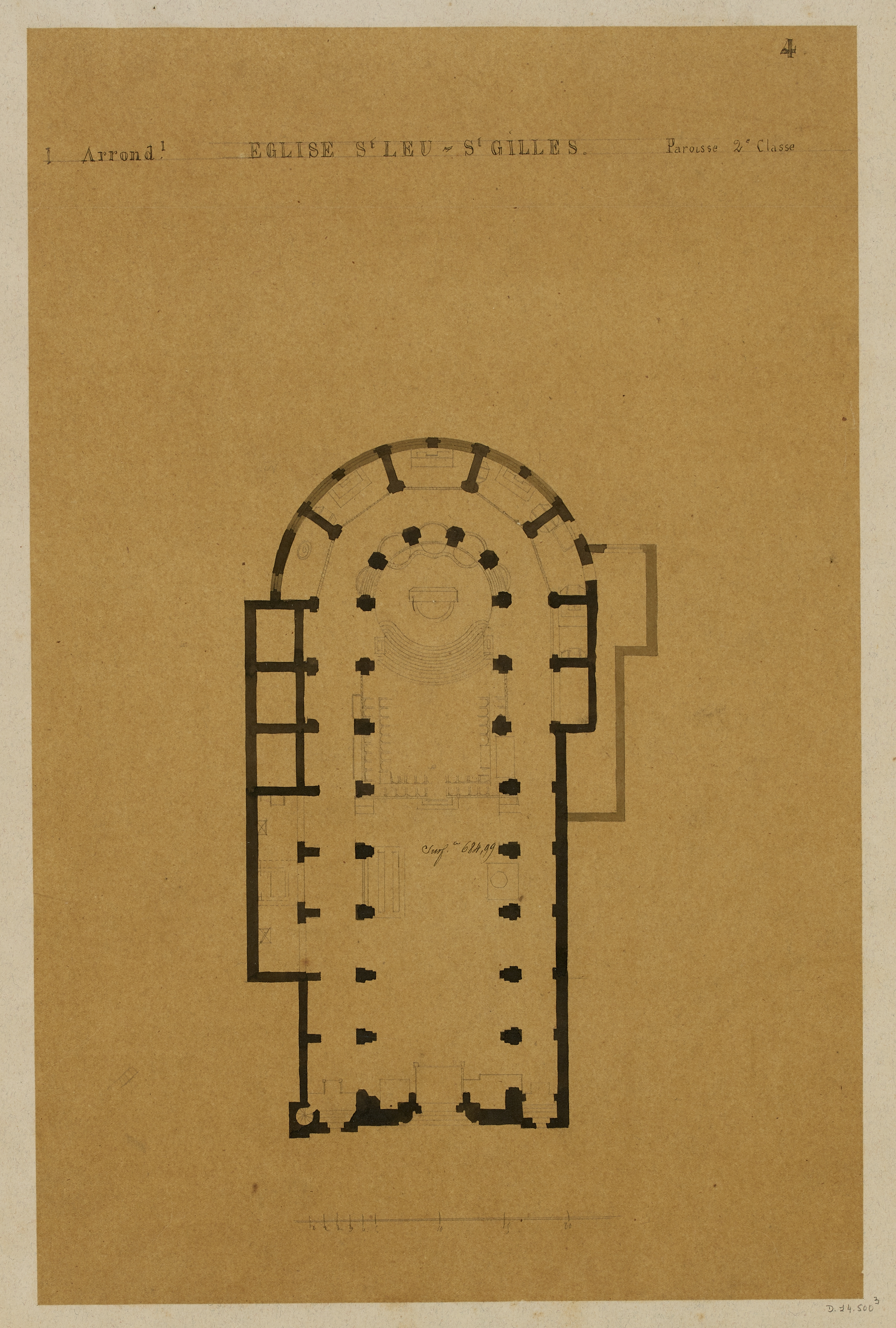
Plan de l'église avant réaménagement
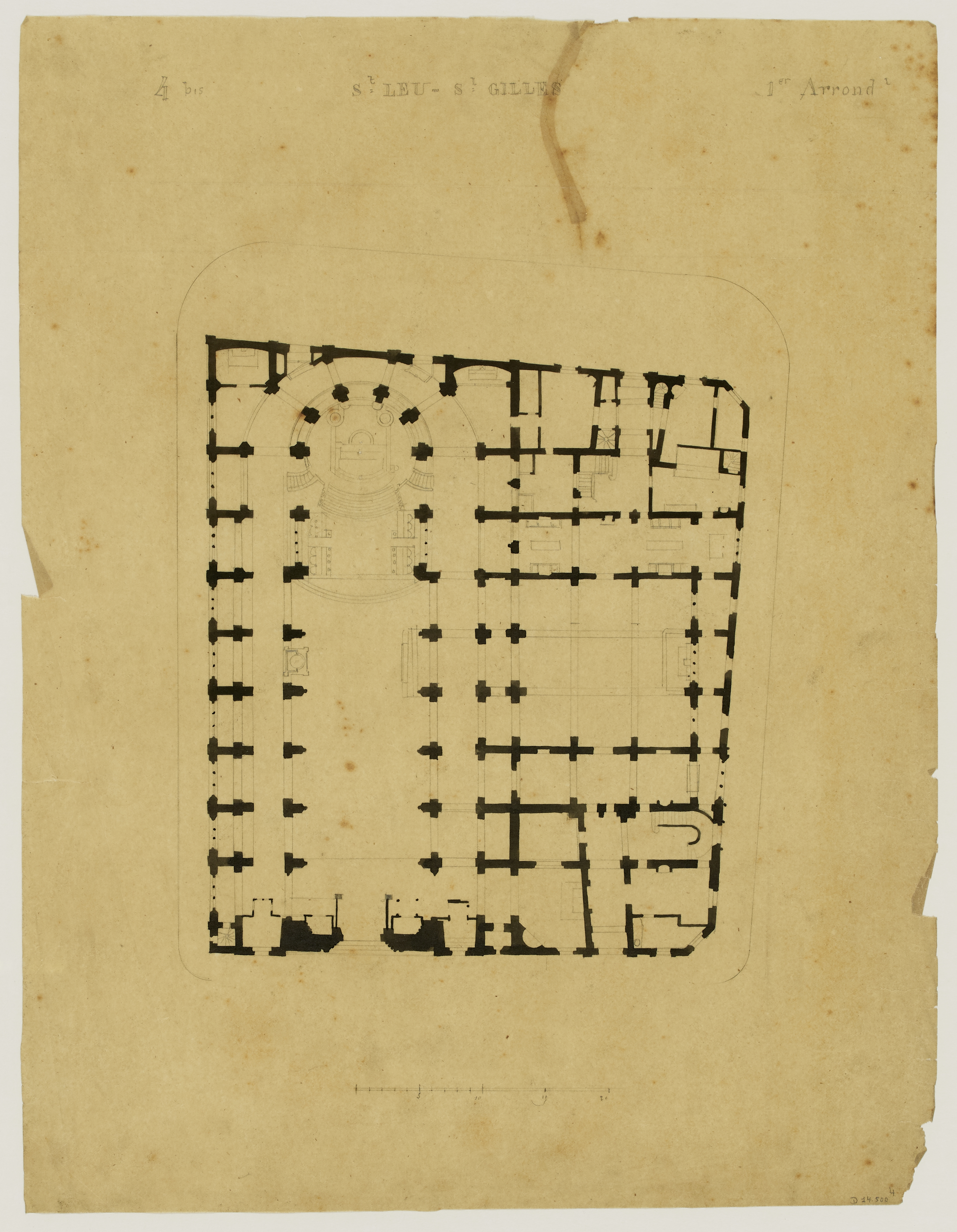
Plan de l'église et de ses annexes (presbytère) après réaménagement

Ces travaux s'accompagnent de la suppression de la rue Saint-Magloire remplacée par le prolongement de la rue de la Grande-Truanderie de la rue Saint-Denis et au boulevard de Sébastopol. Les maisons accolées au flanc sud de la nef sont détruites remplacées par les bâtiments du presbytère et de ses annexes (numéros pairs de la rue de la Grande-Truanderie).

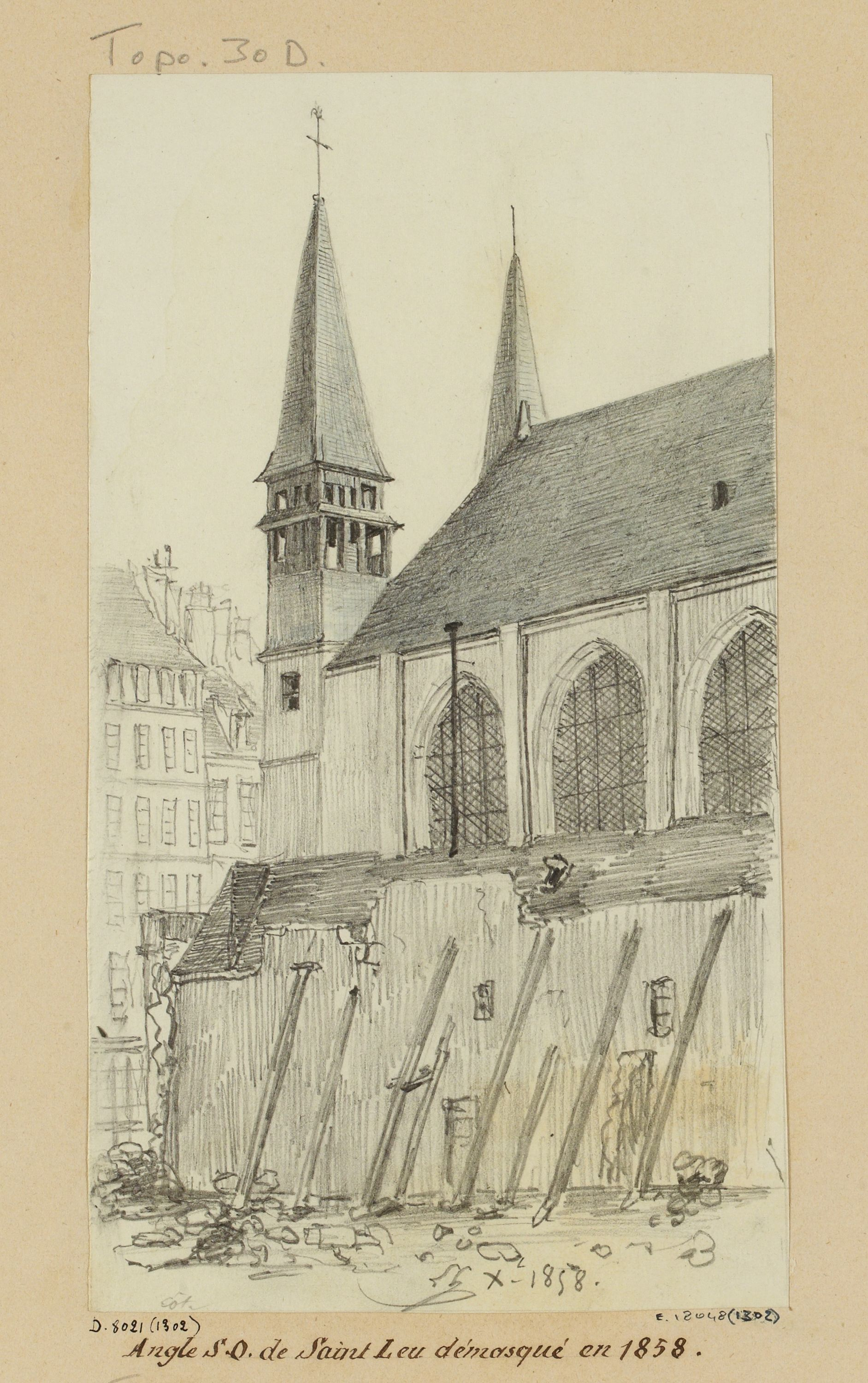
Maisons jouxtant le flanc sud de l'église en cours de démolition en 1856 (vue sud-ouest vers la rue Saint-Denis)
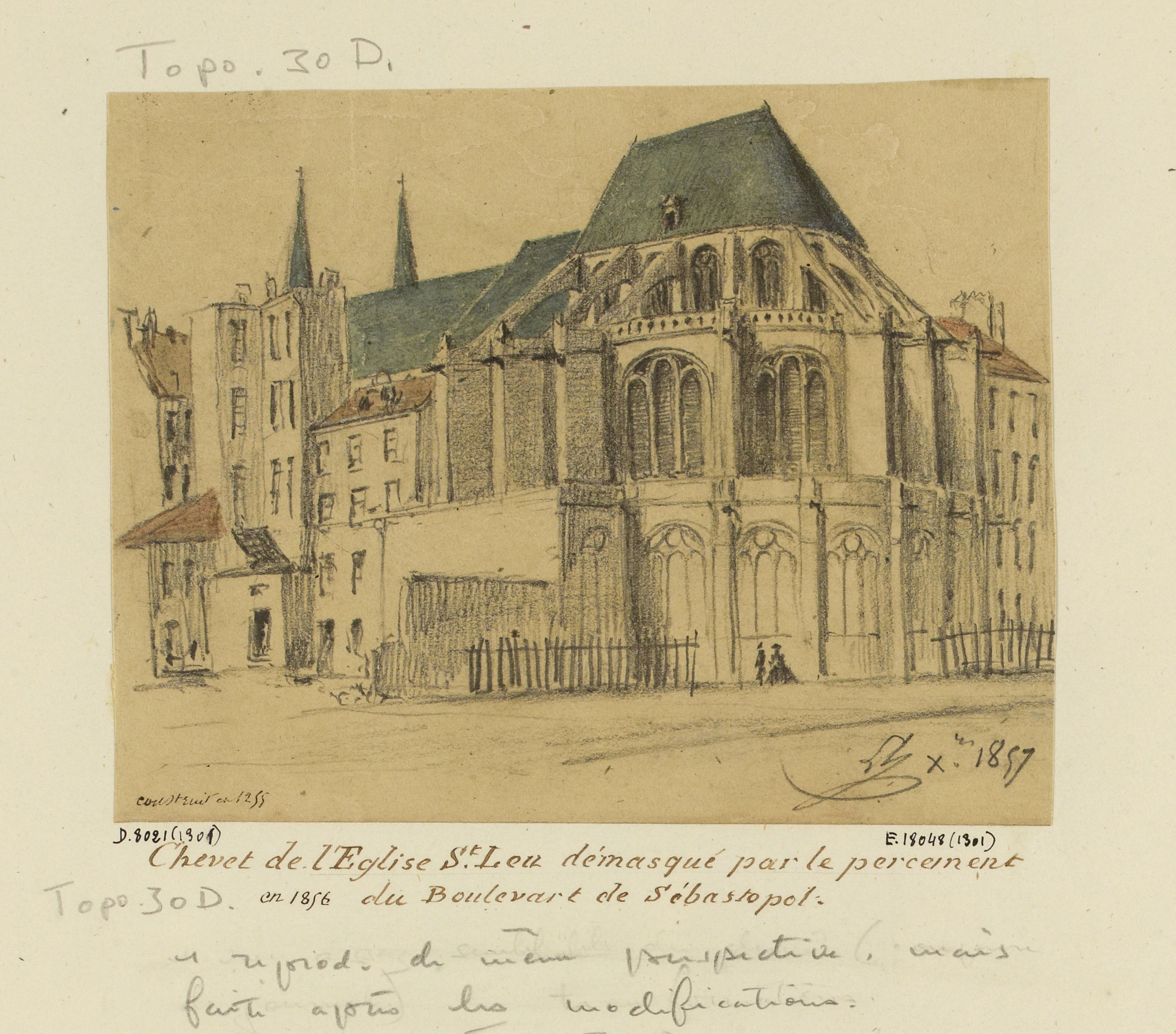
Maisons jouxtant le sud de l'église (vue du chevet) en voie de démolition en 1856
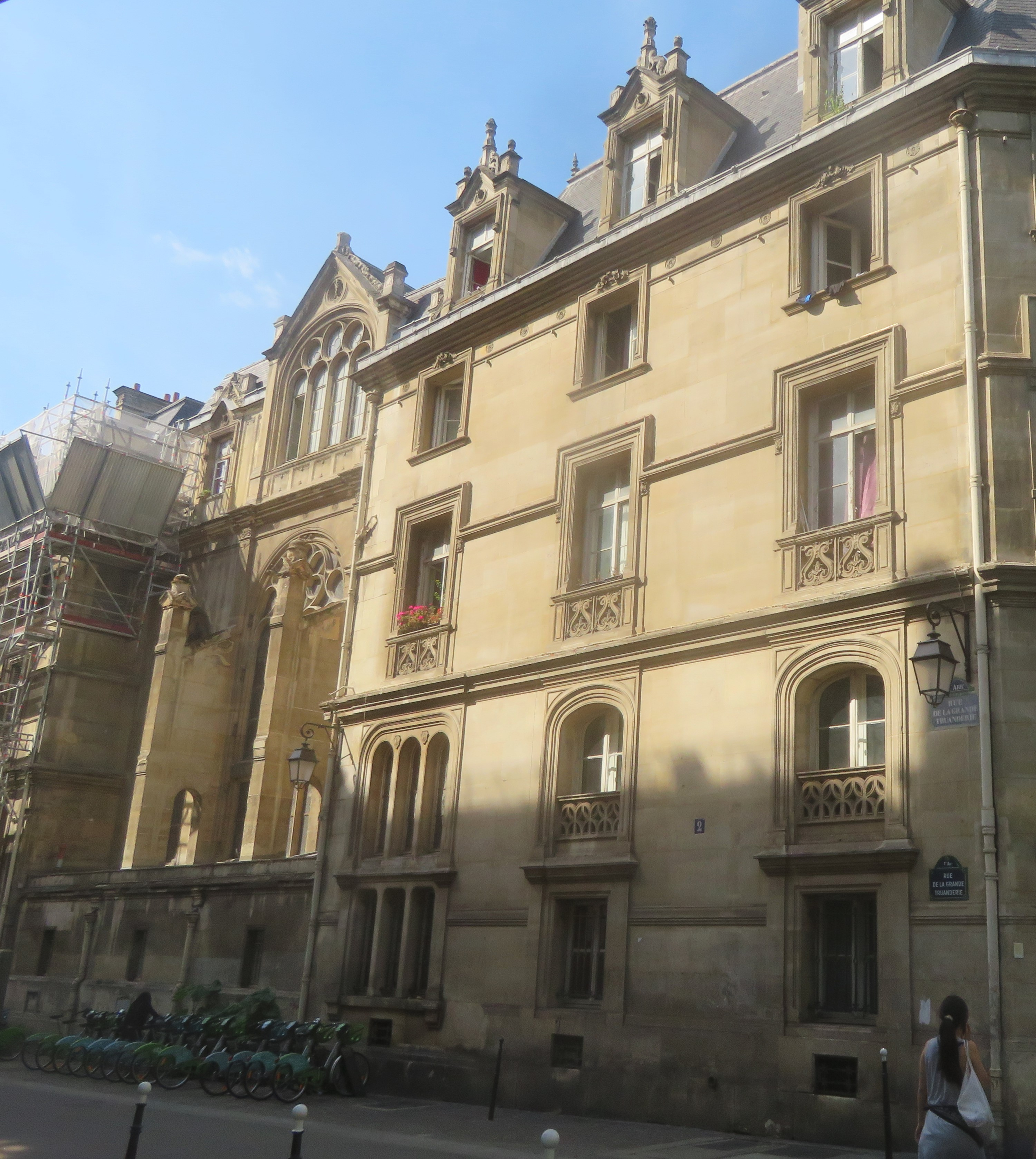
Bâtiments du presbytère rue de la Grande-Truanderie
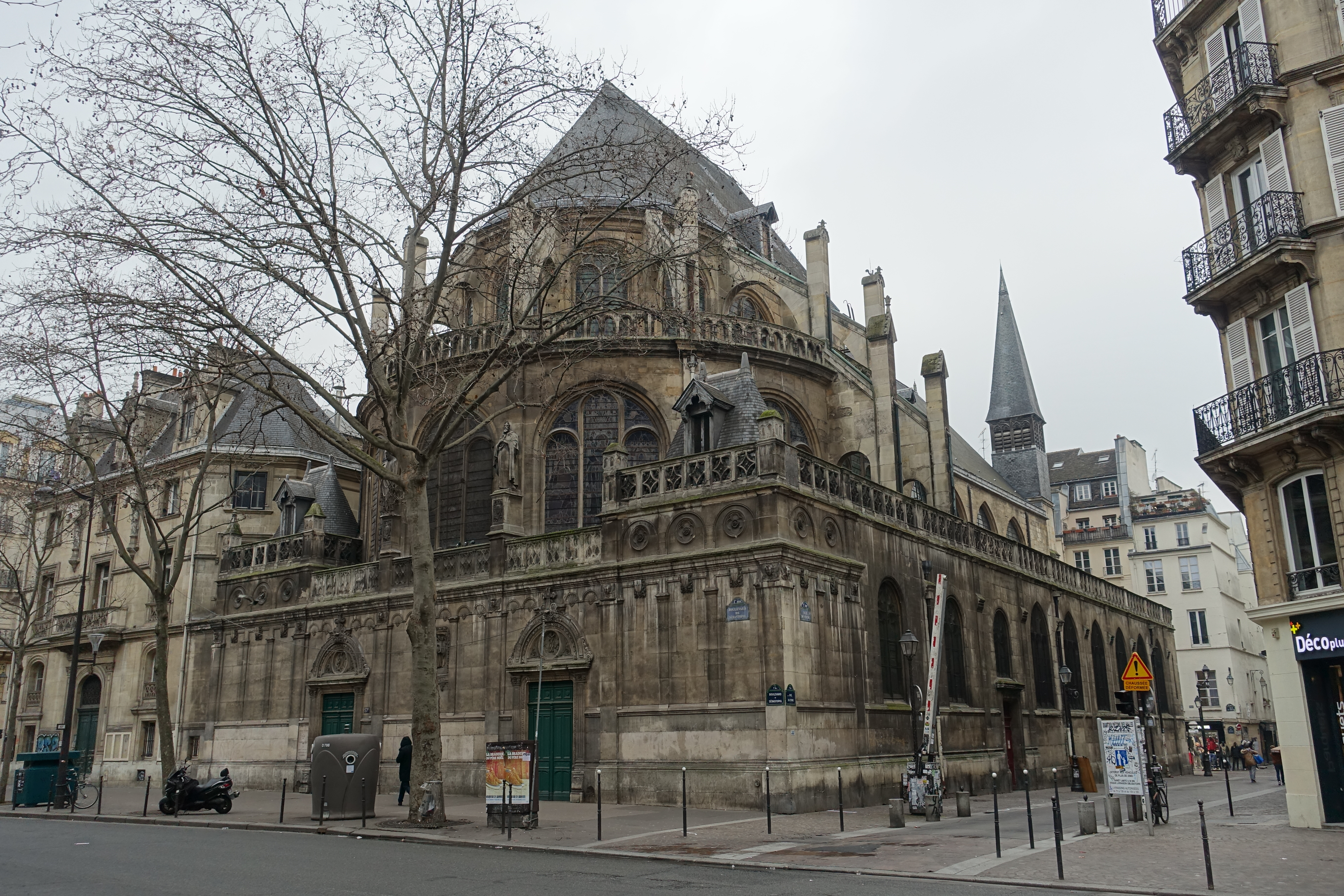
Chevet de l'église, boulevard de Sébastopol

En 1875, après la Commune de Paris, la châsse de Saint-Leu est ouverte afin d'établir un certificat médical décrivant du point de vue anatomique les reliques de sainte Hélène. Se basant sur ce certificat, Mgr Richard de La Vergne, archevêque de Paris, constate que « la châsse renferme le tronc presque entier du corps de sainte Hélène ; dépourvu de tête et des membres fortement comprimé et aplati dans le sens bilatéral et que l'état du corps conservé dans la châsse de l'église Saint-Leu-Saint-Gilles correspond aux descriptions connues enregistrées par les Bollandistes au XVIIIe siècle ». La châsse est alors placée plus en vue, au-dessus et en arrière du maître-autel, au pied du grand crucifix, suspendue entre les deux piliers de l'abside.
Le 16 octobre 1928, le cardinal Dubois, archevêque de Paris, célèbre en l’église Saint-Leu la cérémonie solennelle de « Réintégration des Chevaliers du Saint-Sépulcre ». L'édifice religieux est depuis cette date l'église capitulaire de la lieutenance de France de l’ordre équestre du Saint-Sépulcre de Jérusalem.
Le 17 mars 2000, les reliques de sainte Hélène sont transférées dans la crypte des chevaliers de l'ordre du Saint-Sépulcre, endroit plus accessible pour la vénération. Autrefois, le reliquaire était suspendu au-dessus du maître-autel de l’église. La première liturgie orthodoxe devant les reliques de sainte Hélène est célébrée le 22 février 2003.
La paroisse est actuellement confiée aux Trinitaires. Outre ses activités de base et ses sessions spirituelles, elle porte particulièrement attention aux personnes sans domicile fixe du quartier des Halles.
Le 17 septembre 2016, lors des Journées du patrimoine, une fausse alerte d'attentat dans l'église provoque l'intervention de la BRI et une alerte SAIP.

## Description
De style gothique, l'église dispose d'une façade principale avec deux tourelles caractéristiques. Son intérieur relativement modeste présente de nombreux vitraux. L'édifice est organisé en nef unique sans transept, flanquée de collatéraux.

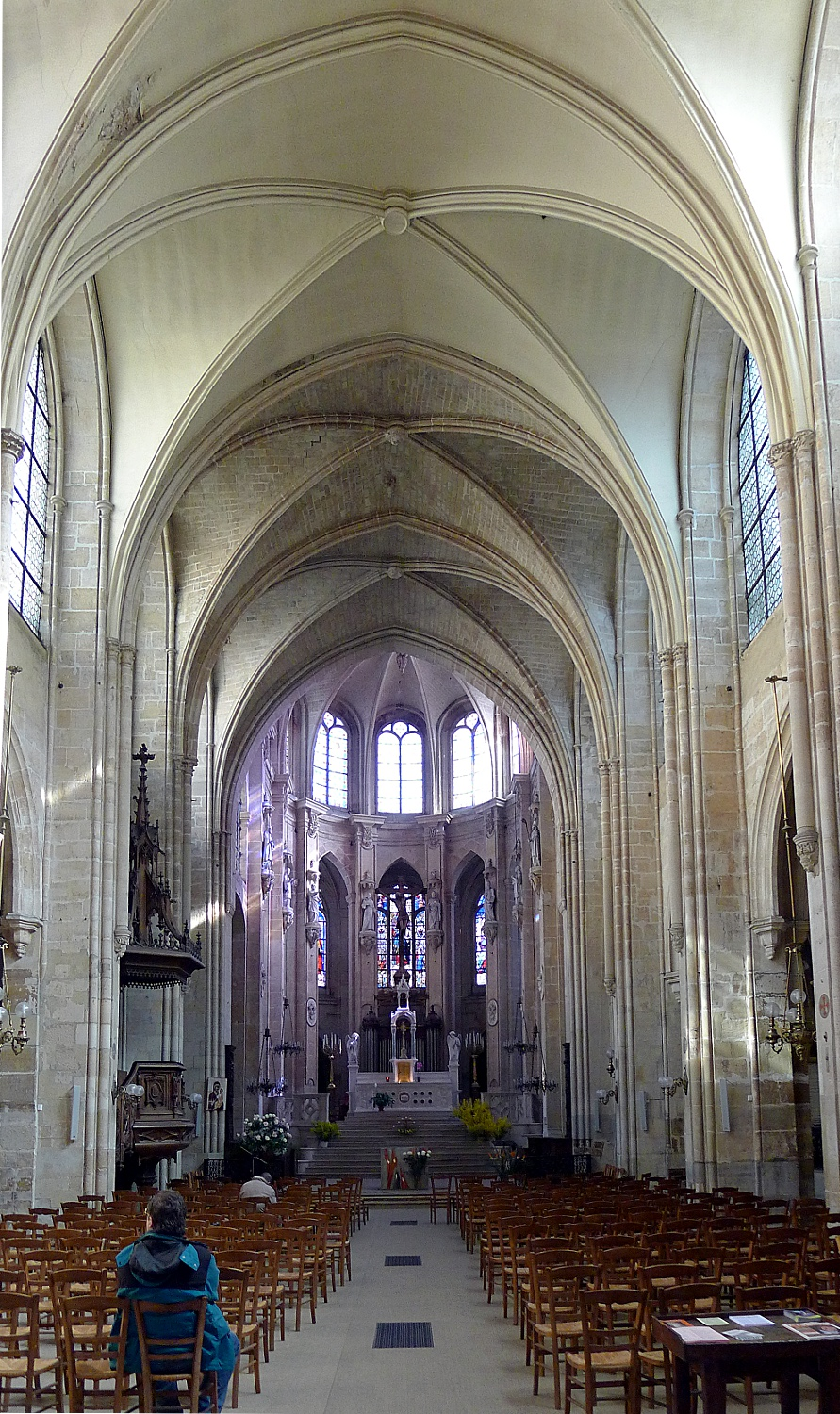
La nef.
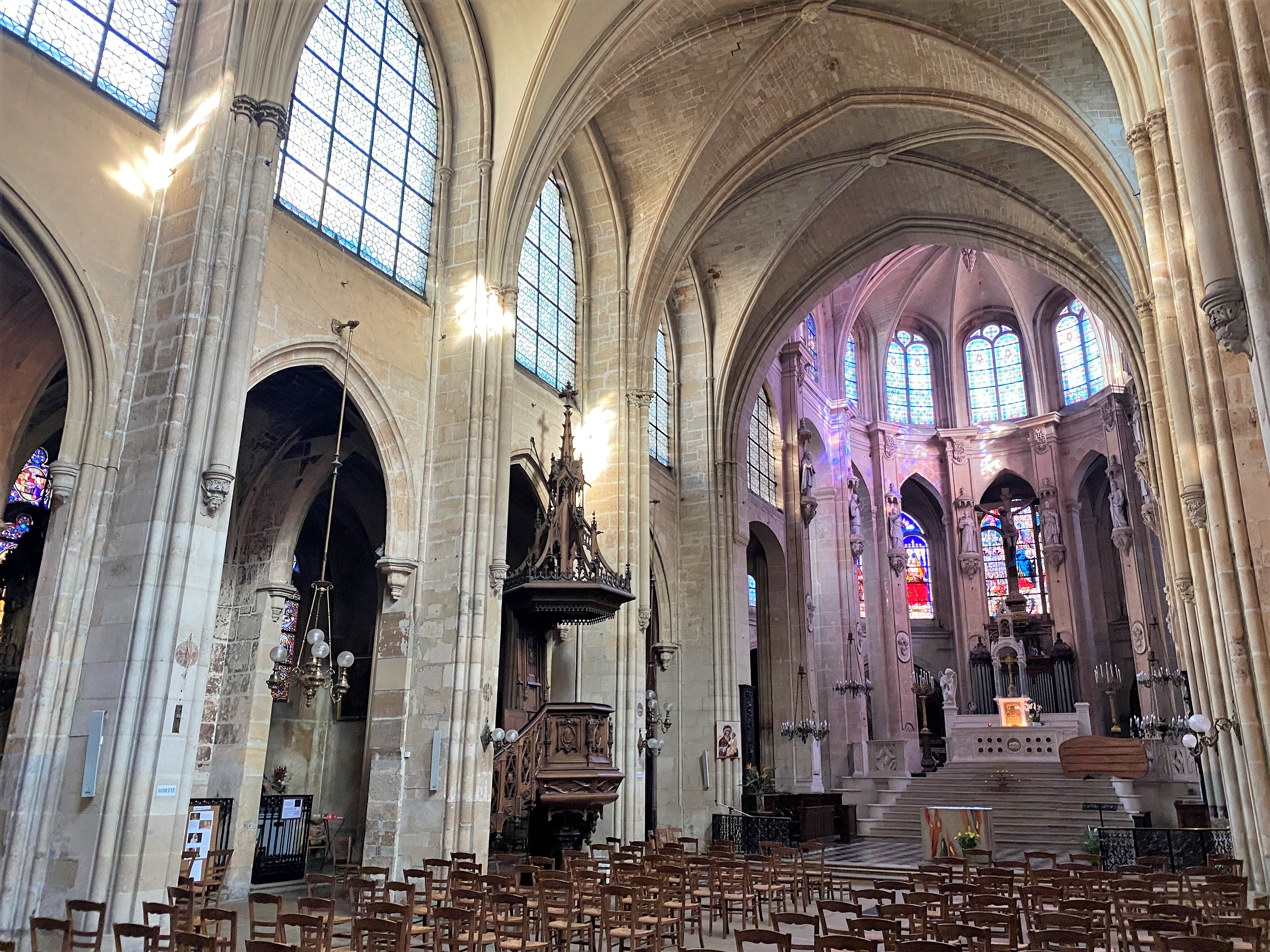
La nef avec la chaire et le chœur
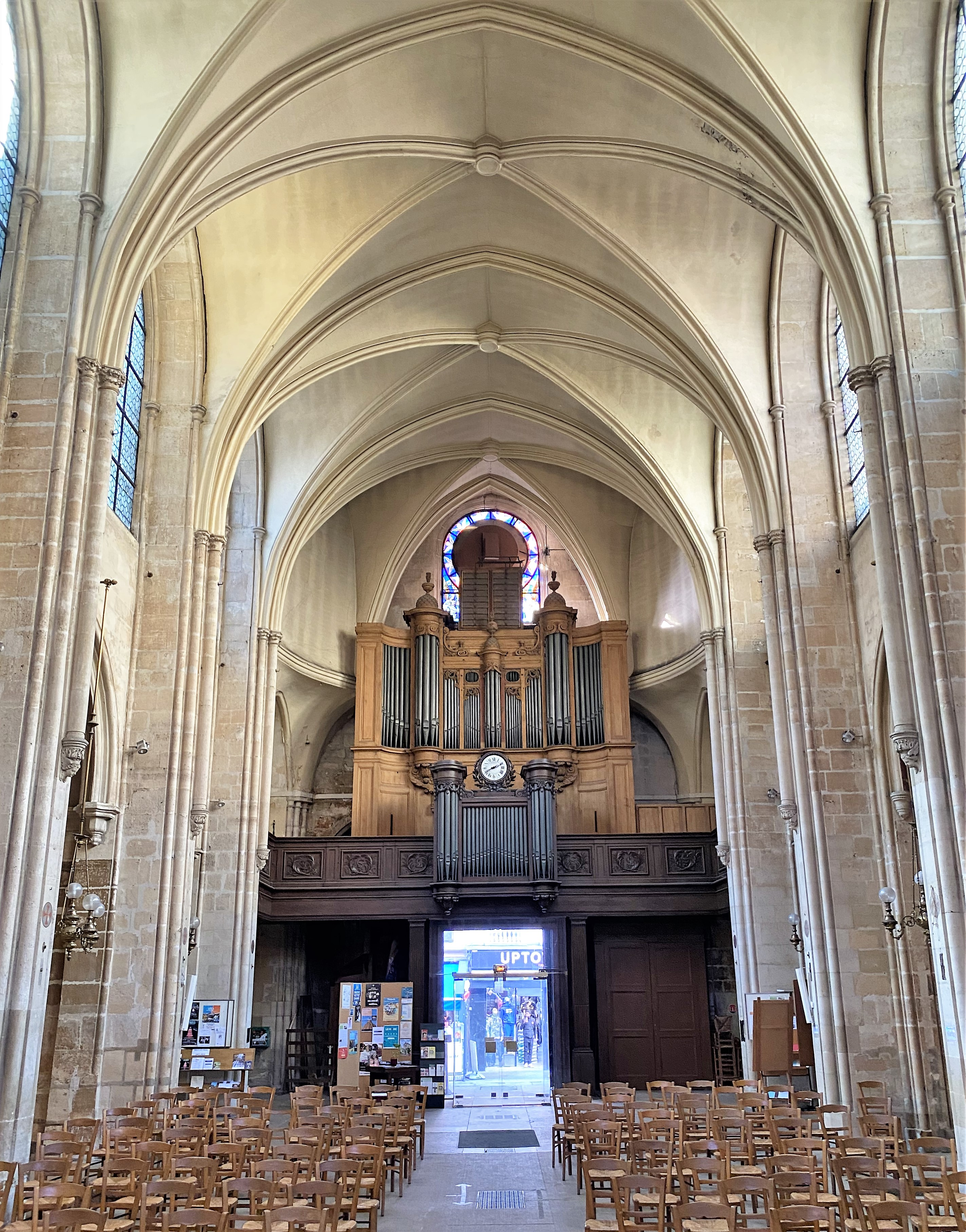
La nef vers l'orgue.
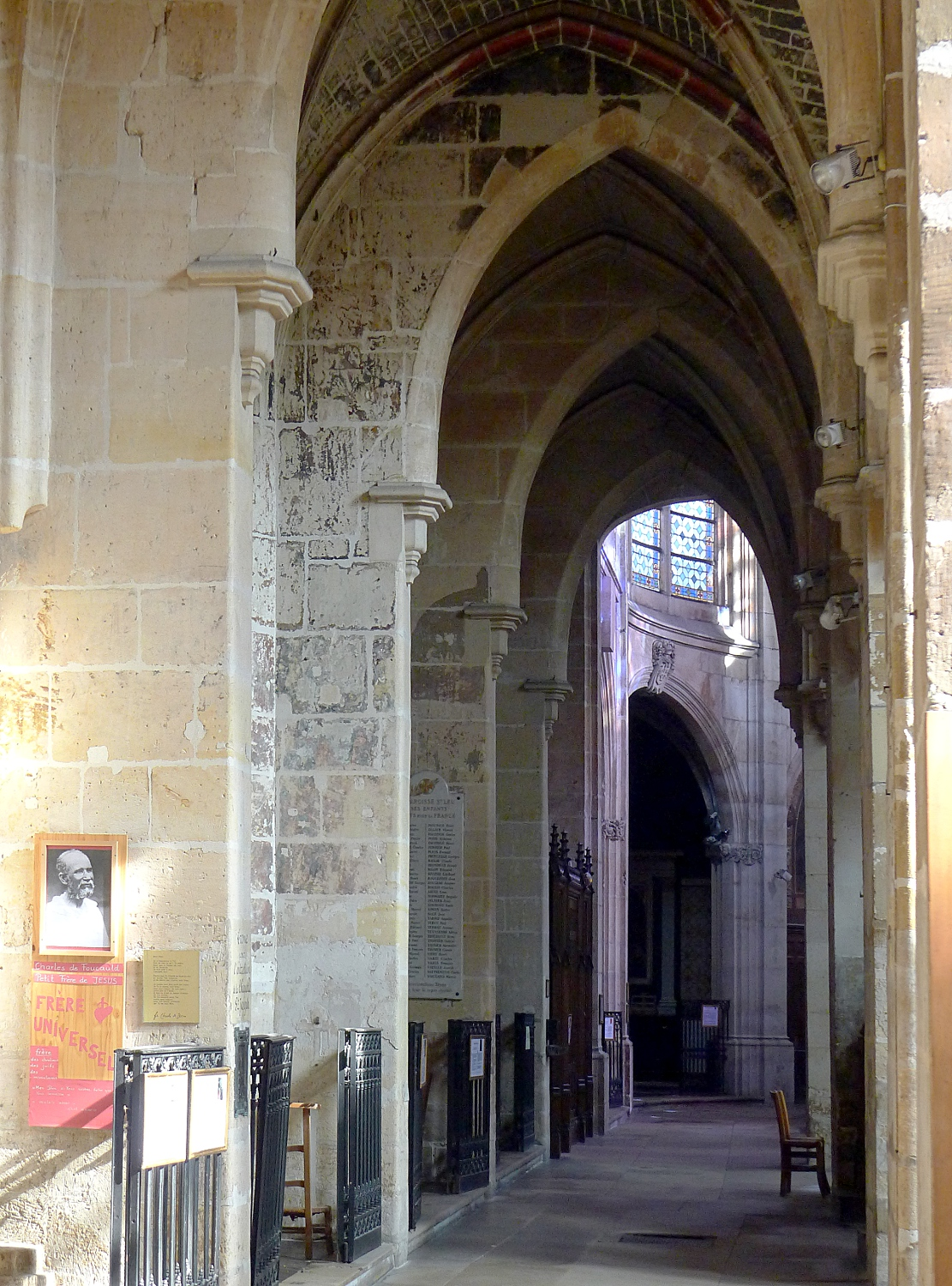
Collatéral nord.
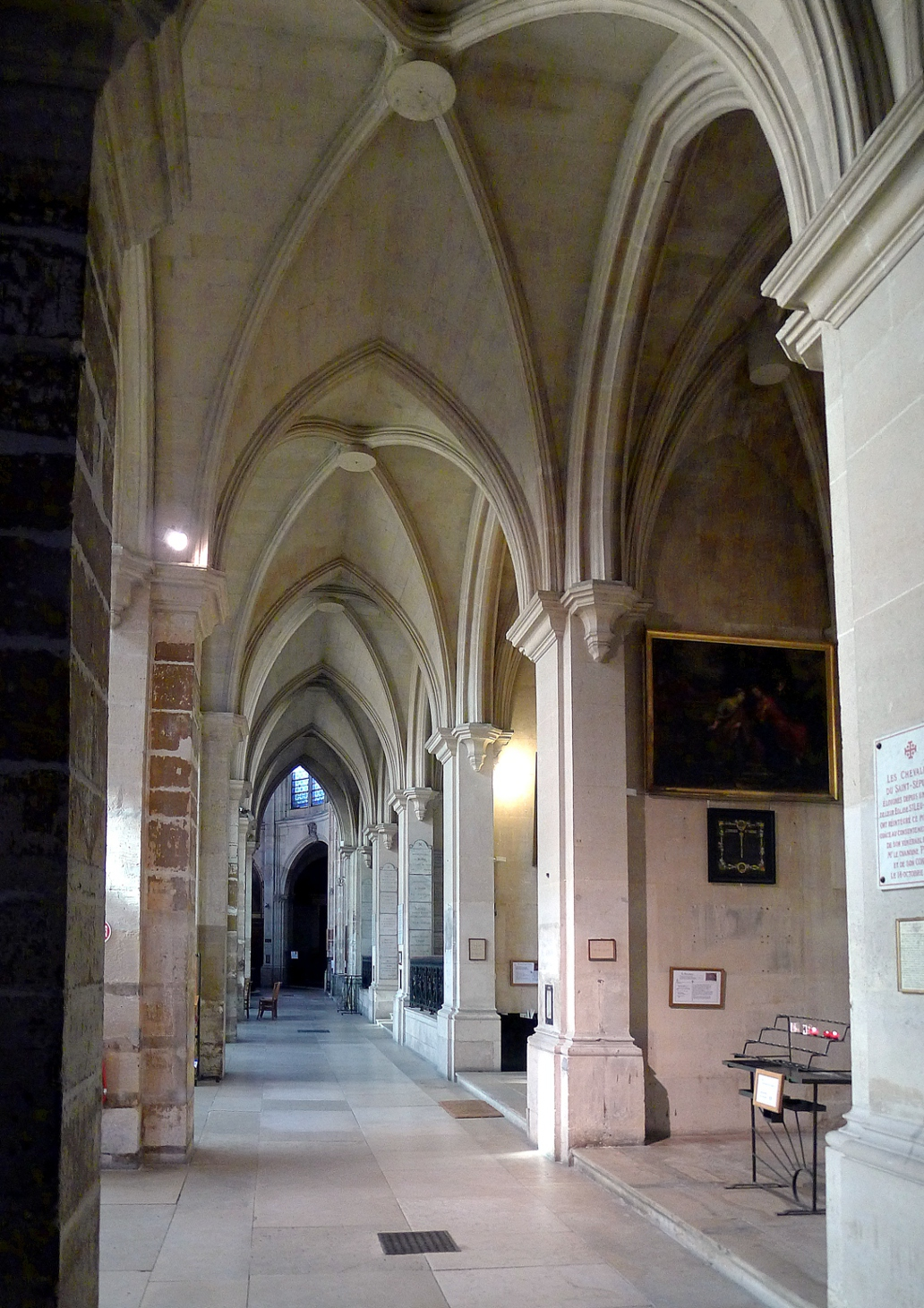
Collatéral sud.

Son chœur, entouré d'un déambulatoire, coiffe une crypte creusée au XIXe siècle.

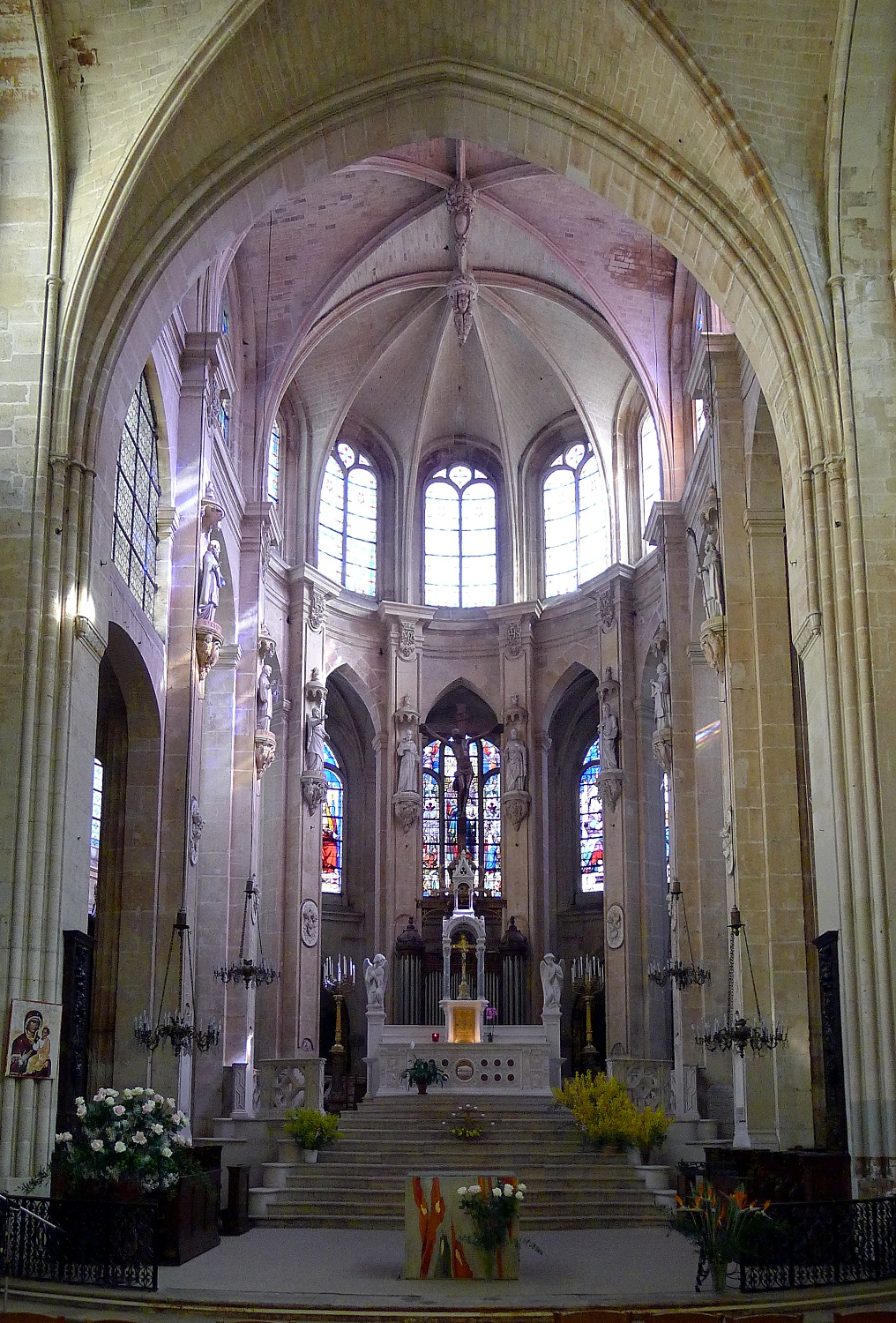
Le chœur.
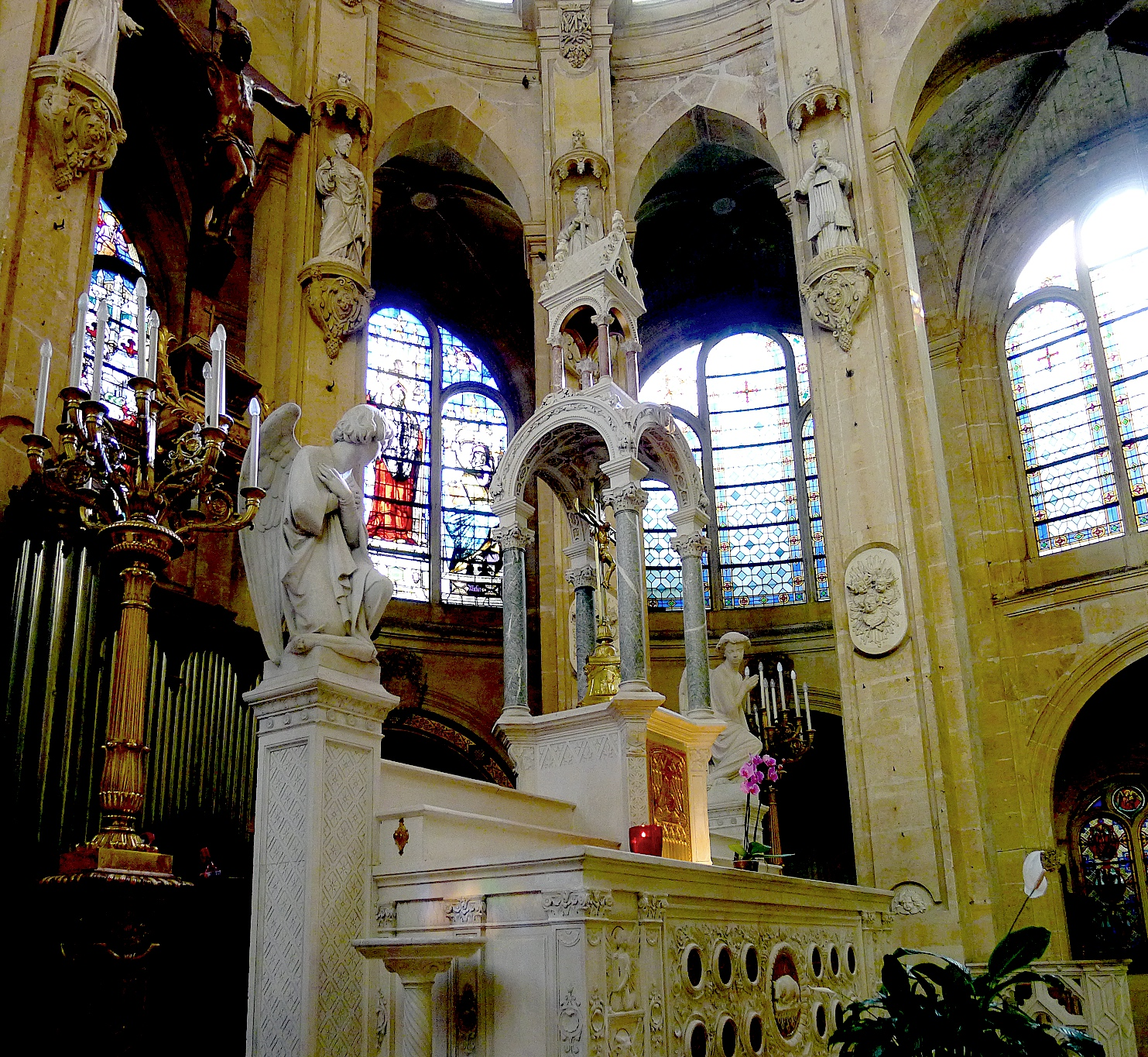
Le maître-autel.
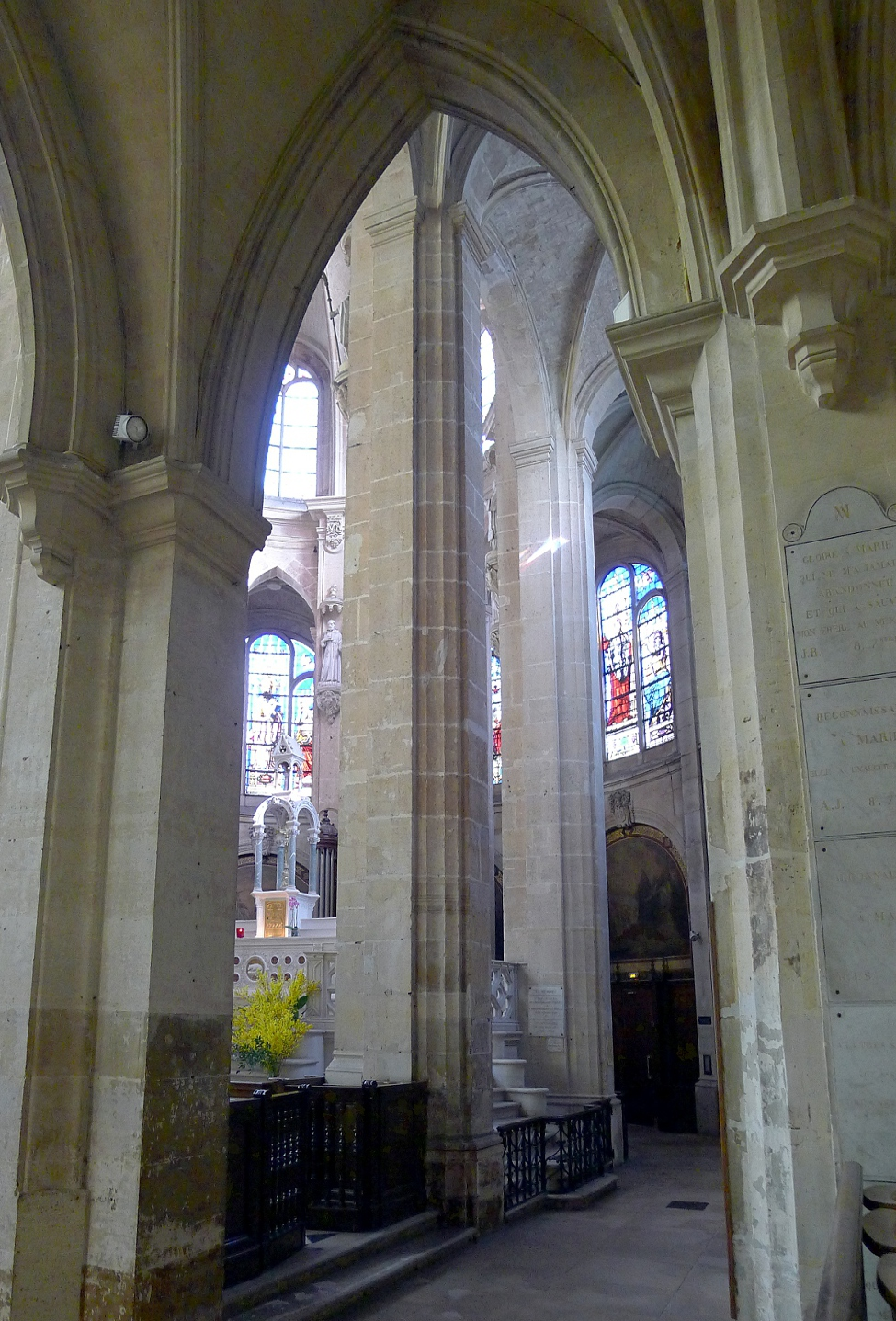
Le déambulatoire.

## Les orgues

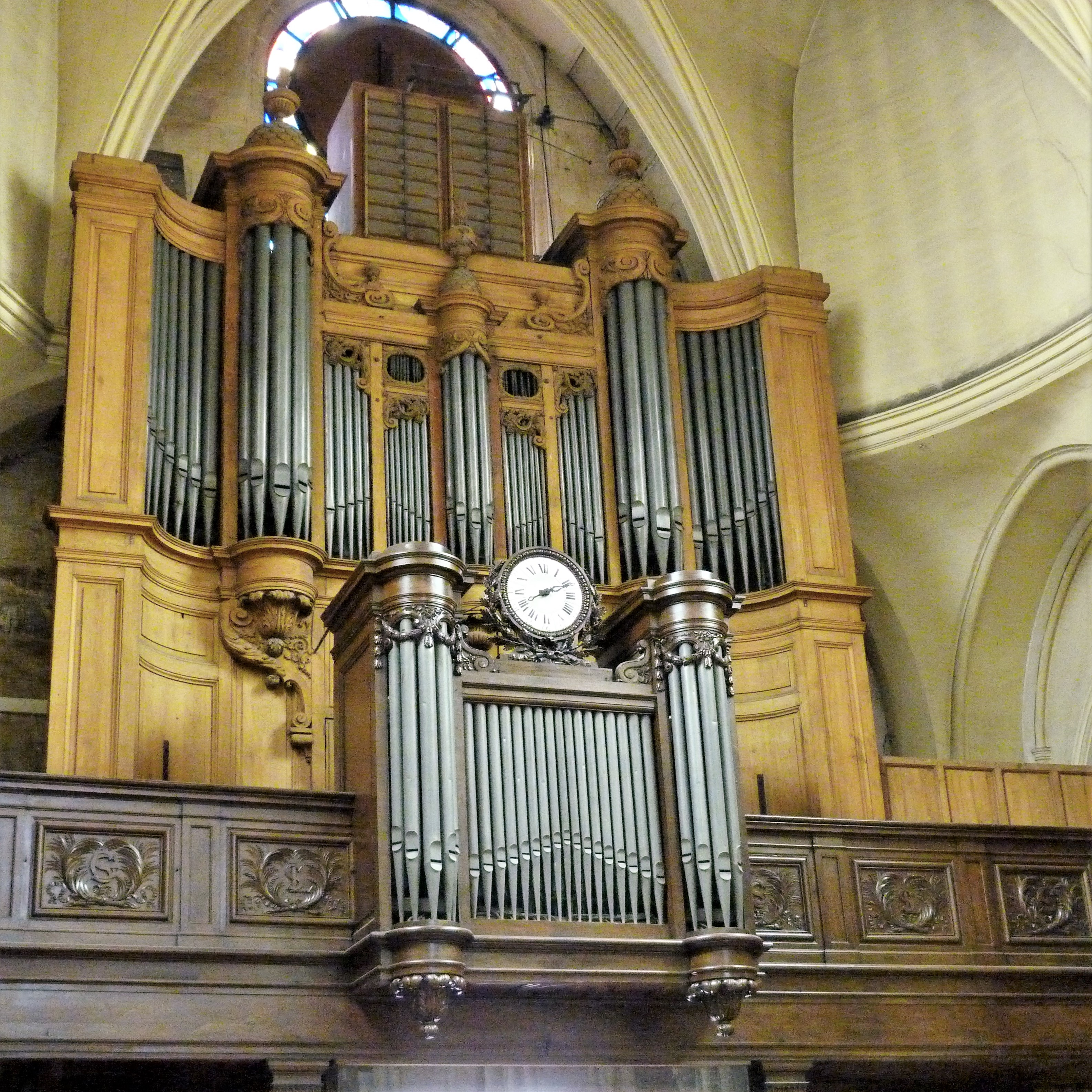
Le buffet d'orgues (1869).

Le grand orgue d'origine date d'avant 1603 et avait un buffet beaucoup plus petit que l'instrument actuel; buffet qui subira des agrandissements au fil des années.
Il sera d'abord agrandi entre 1637 et 1659 par le facteur Guy Jolly avec un positif de dos, et aura 3 claviers et un pédalier pour 27 jeux. Un 4ème clavier est ajouté en 1671 par Enocq qui agrandit aussi le pédalier.
Presque la totalité du buffet actuel est l'œuvre de François-Henri Clicquot qui modifia considérablement l'orgue entre 1786 et 1788. L'instrument comporte alors 28 jeux.
Le facteur Louis Suret modifia l'orgue à son tour en 1855 en conservant l'essentiel de la mécanique et du matériel sonore de Clicquot. L'orgue se retrouve avec 3 claviers dont un nouveau, 5 jeux en plus et 3 à 4 jeux en moins. La dernière intervention date de 1911-1912 et fut faite par le facteur Mutin.
L'orgue garde donc jusqu'à présent 3 claviers et un pédalier : positif à 10 jeux, grand orgue à 8 jeux, récit expressif à 5 jeux et pédalier  à 2 jeux.
Il est classé en tant qu'objet au titre des monuments historiques depuis le 20 mai 1915.
Abîmé lors d'un incendie en 1974, il est alors inutilisable. Un état des lieux a été fait début 2011 à l'initiative d'une association et la restauration ne pourra se faire que par les pouvoirs publics, nécessitant entre 200 000€ et 500 000€ de financement public et privé.
Composition
| Positif 54 notes |
| Montre 8'        |
| Bourdon 8'       |
| Keraulophone 8'  |
| Salicional 8'    |
| Prestant 4'      |
| Nasard 2' 2/3    |
| Doublette 2'     |
| Trompette 8'     |
| Cromorne 8'      |

| Grand-orgue 54 notes    |
| Dessus de flûte 16'     |
| Montre 8'               |
| Bourdon 8'              |
| Flûte allemande 8'      |
| Flûte octaviante 4'     |
| Plein-jeu IV            |
| Trompette harmonique 8' |
| Basson 8'               |

| Récit expressif 54 notes |
| Bourdon 8'               |
| Gambe 8'                 |
| Voix céleste 8'          |
| Flûte douce 4'           |
| Hautbois 8'              |

| Pédale 30 notes |
| Soubasse 16'    |
| Base 8'         |

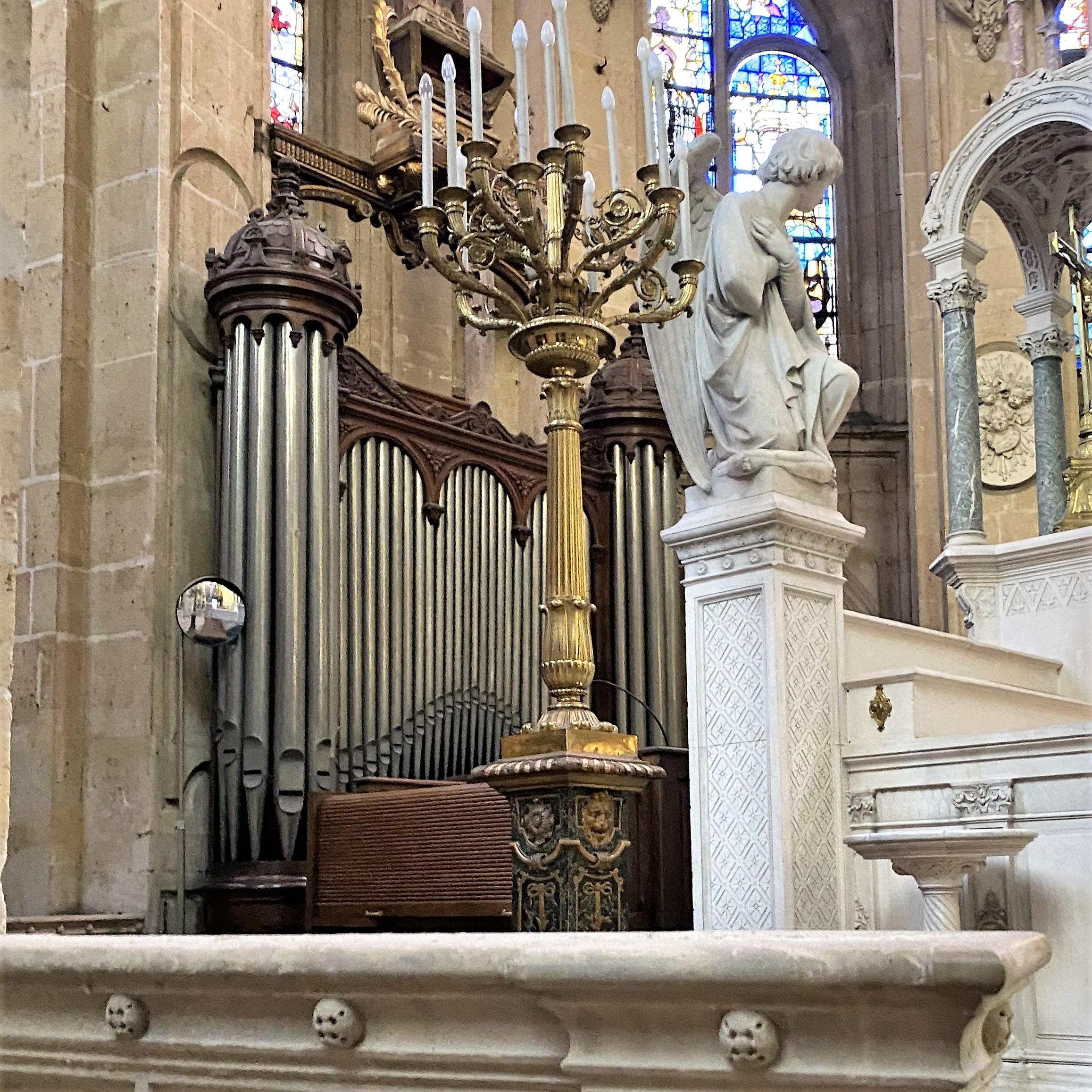
L'orgue de chœur.

L'orgue de chœur a été construit en 1855 par Suret (qui modifia aussi le grand orgue) puis il a été modifié au début des années 1990 (console électro-pneumatique et nouveaux jeux).
Composition
| Grand-Orgue 56 notes |
| Flûte 8'             |
| Kéraulophone 8'      |
| Unda maris 8'        |
| Bourdon 8'           |
| Prestant 4'          |
| Doublette 2'         |
| Plein-jeu IV         |
| Trompette 8'         |

| Récit expressif 39 notes |
| Bourdon 8'               |
| Flûte 4'                 |
| Cornet III               |
| Hautbois 8'              |

| Pédale 30 notes |
| Soubasse 16'    |

### Organistes
- organiste actuel : François Périllon

## Œuvres d'art
- Jean Bullant (1515-1578), Sainte Anne et la Vierge, groupe en marbre.
- Jean-Louis-Désiré Schrœder (1828-1898), Ange de la méditation et Ange de l'intercession, statues.
- Frans Pourbus le Jeune (1569-1622), La Sainte Cène, peinture aujourd’hui conservée au musée du Louvre[19].

Vitraux et objets d'art
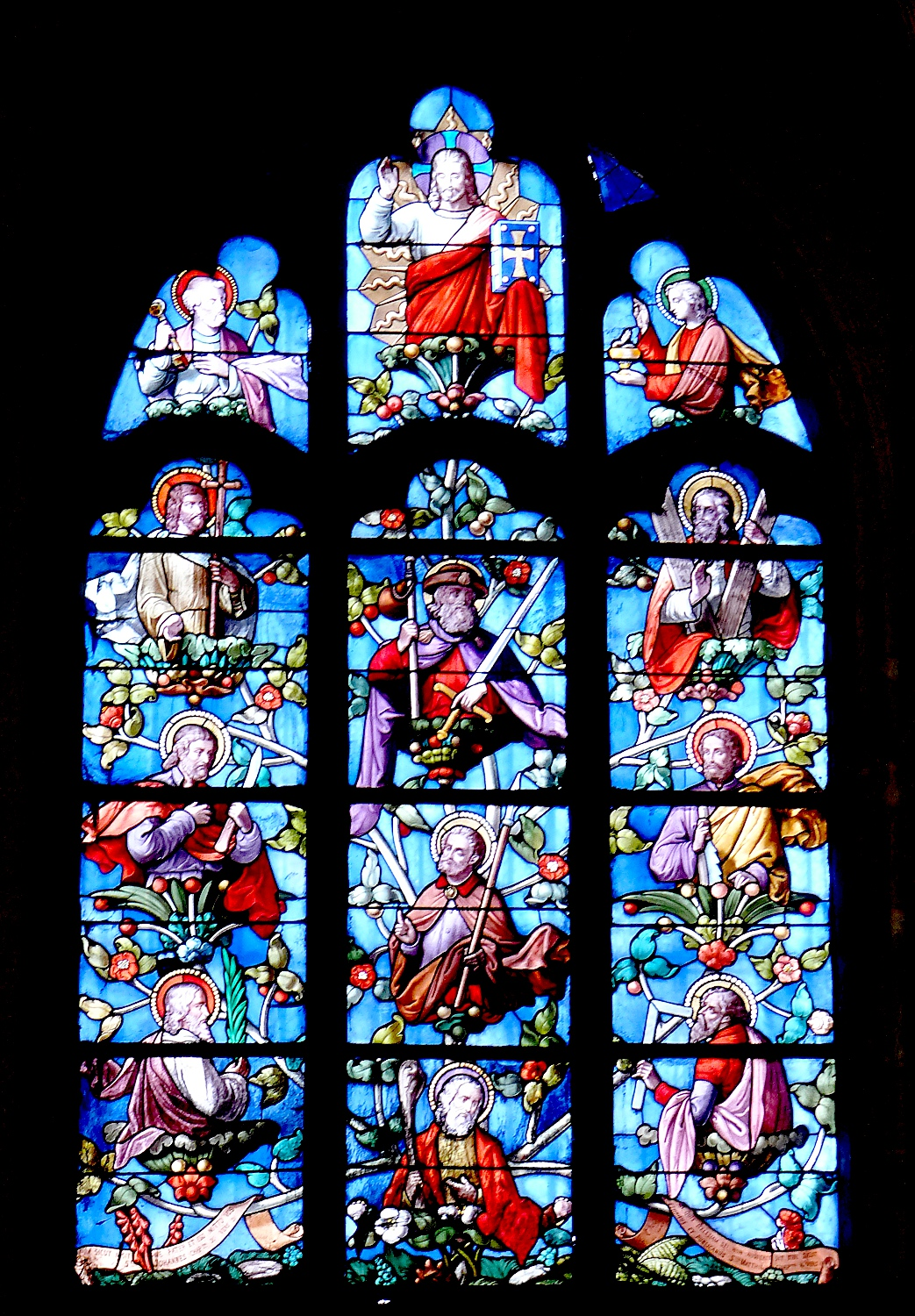
Le Christ entouré des apôtres.
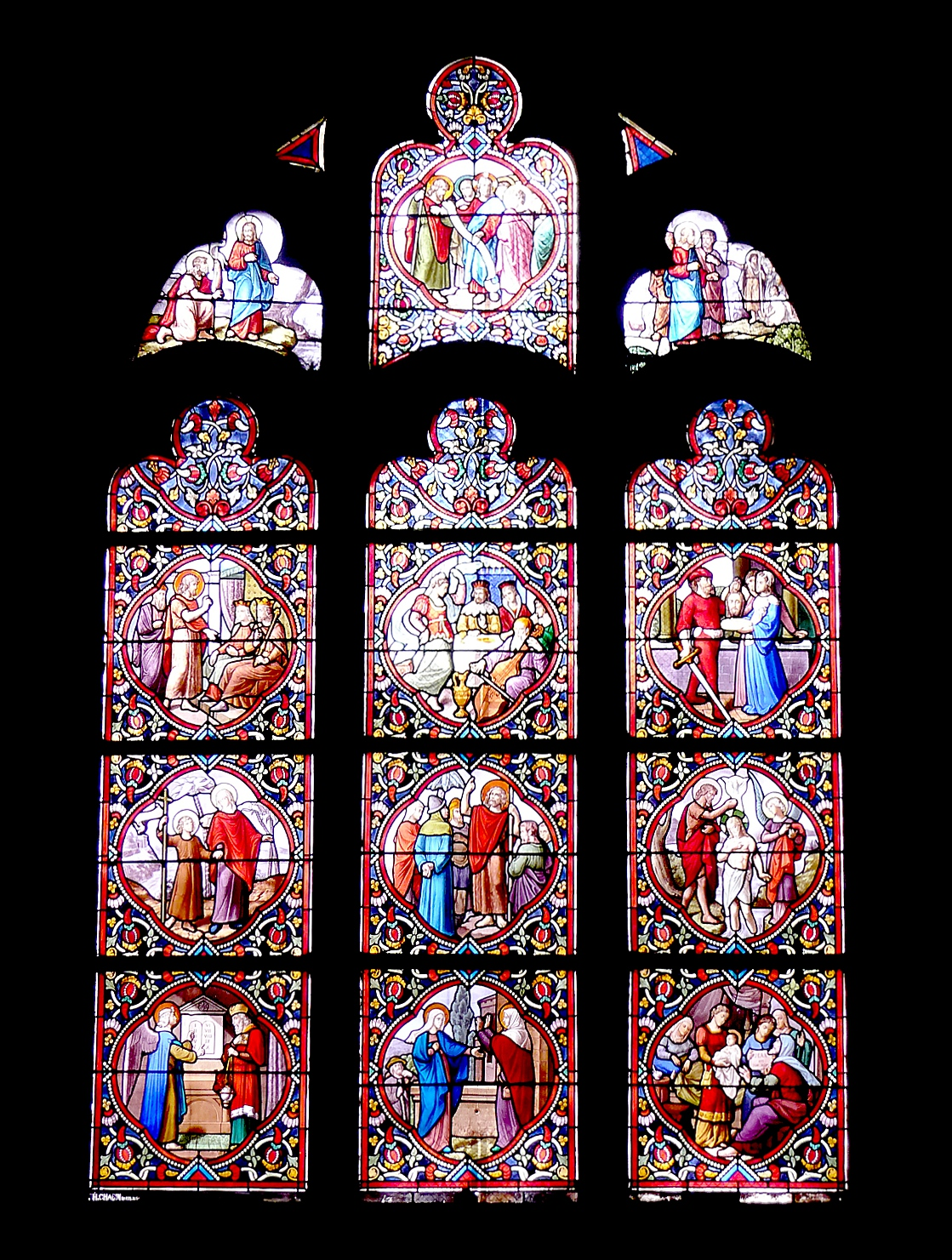
Saint Jean Baptiste.
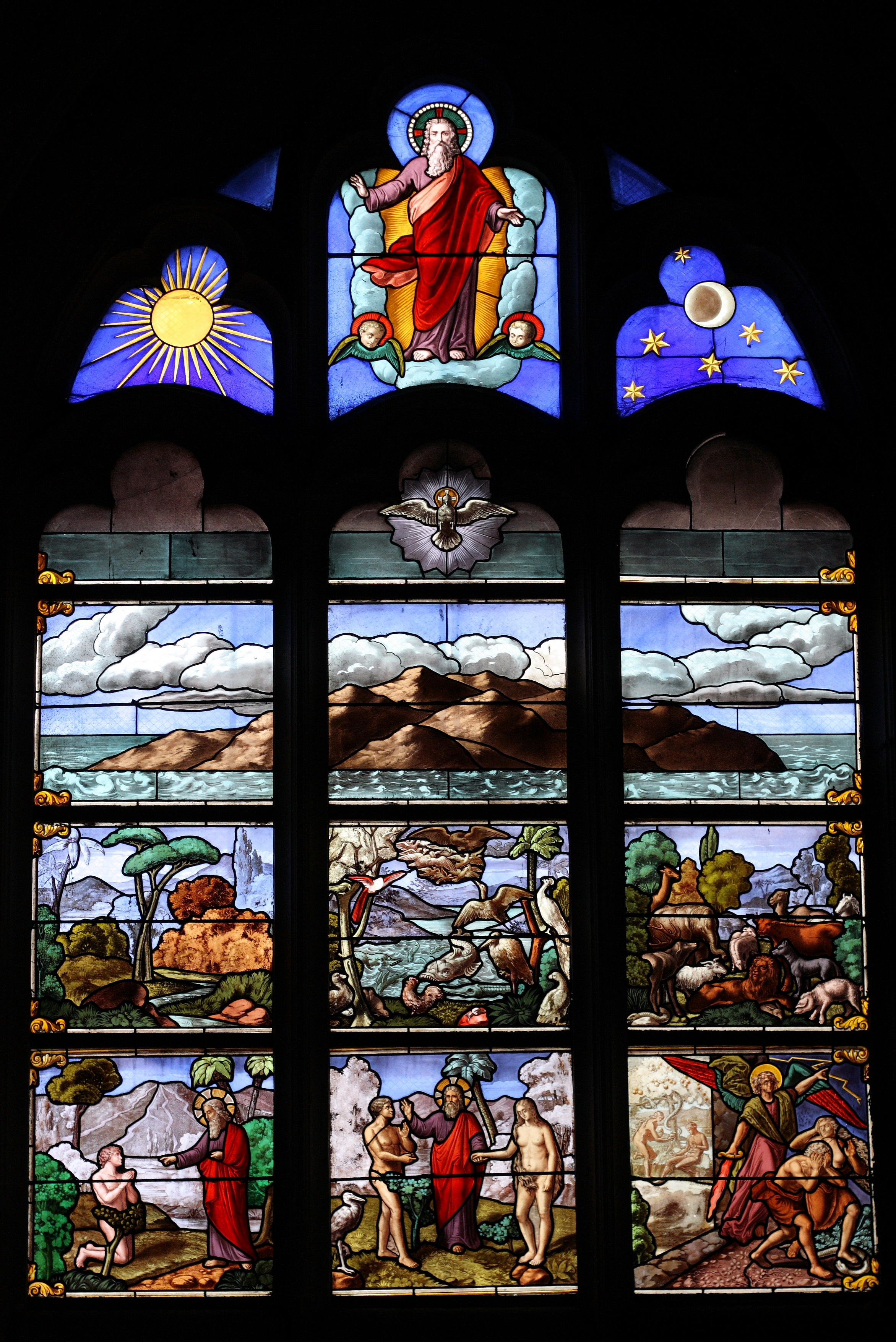
Vitrail de  La Création.
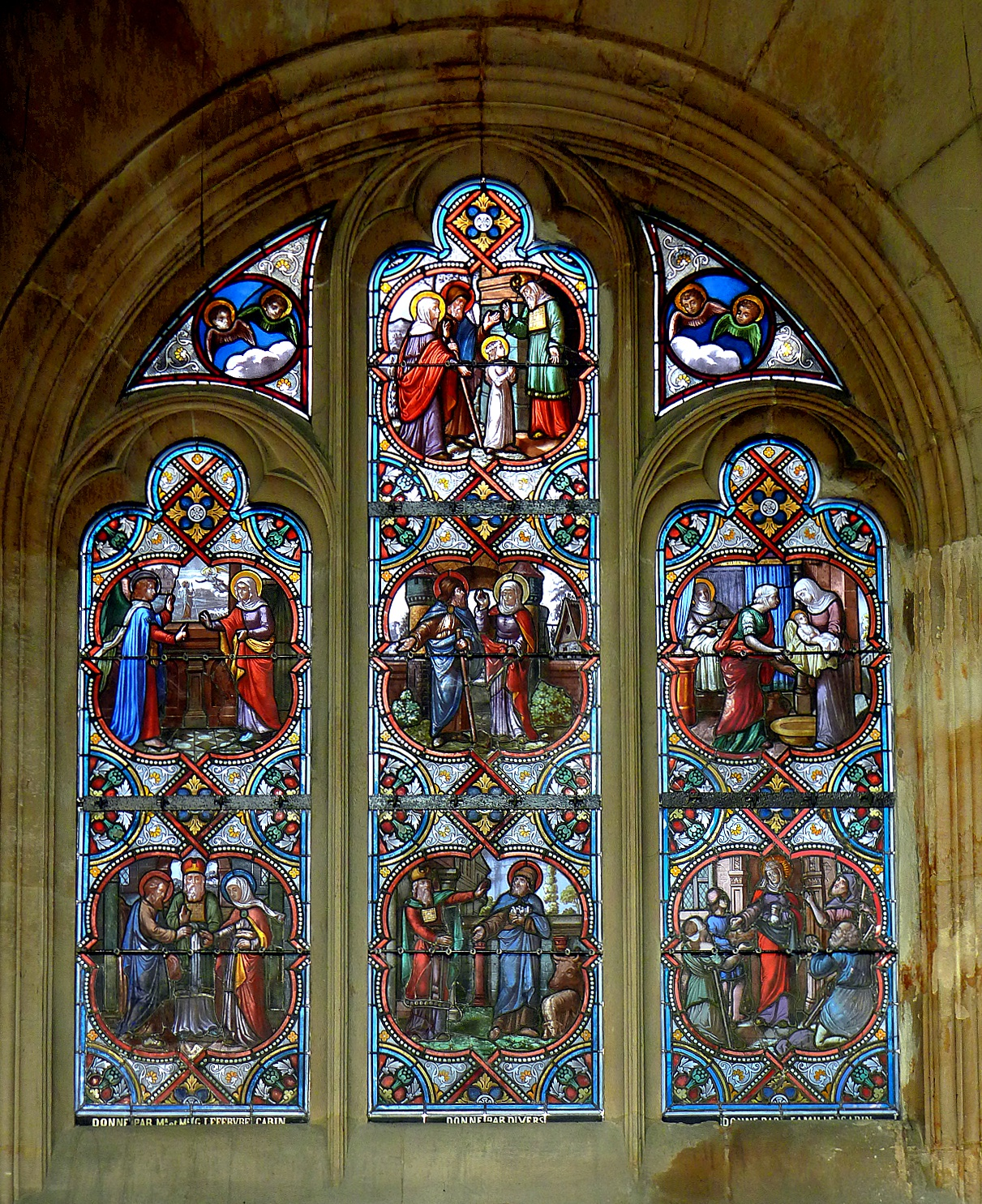
La vie de la Vierge.
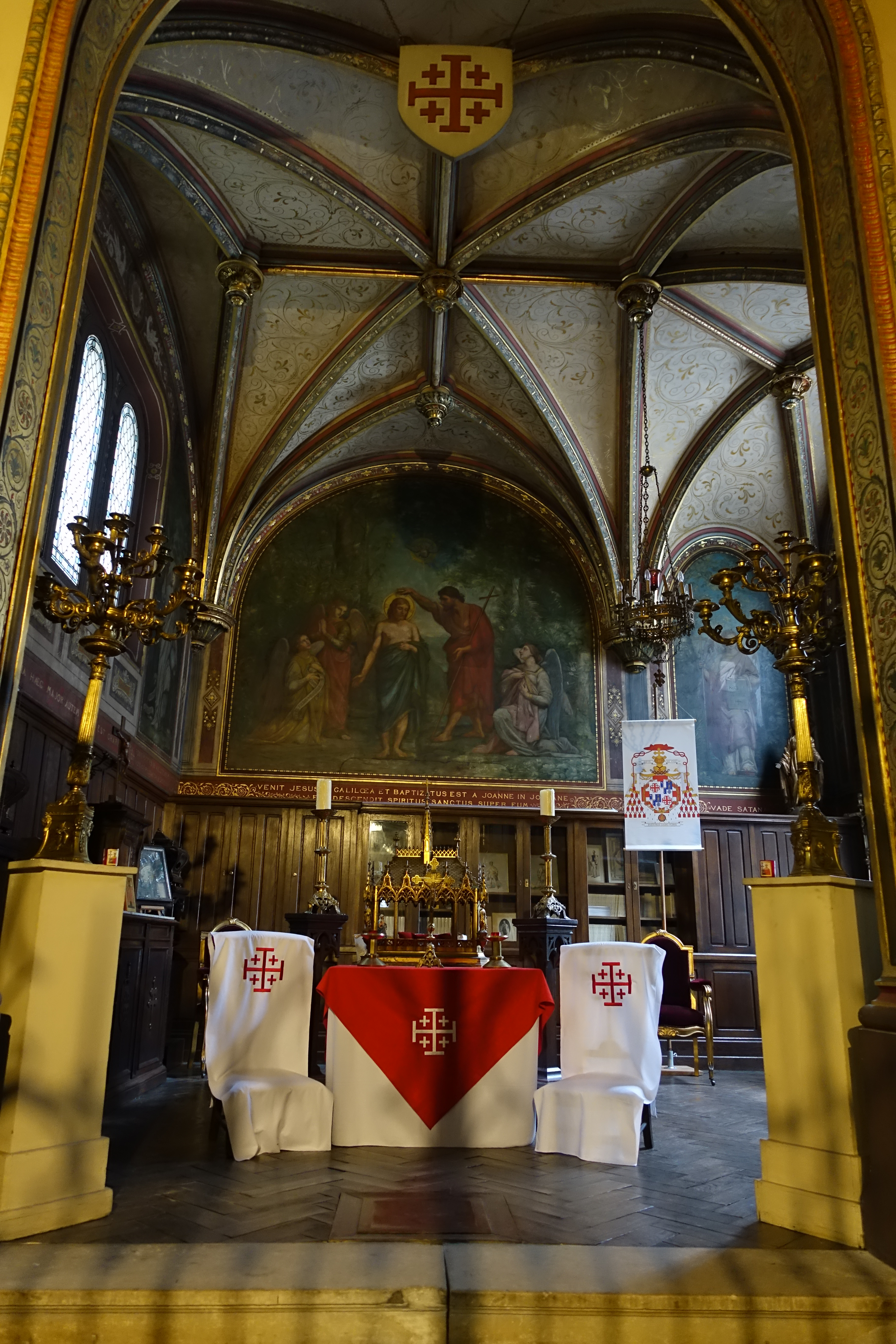
Le Baptême du Christ, Jean-Louis Bézard, Alexandre Desgoffe (1869), chapelle des Chevaliers du Saint-Sépulcre.

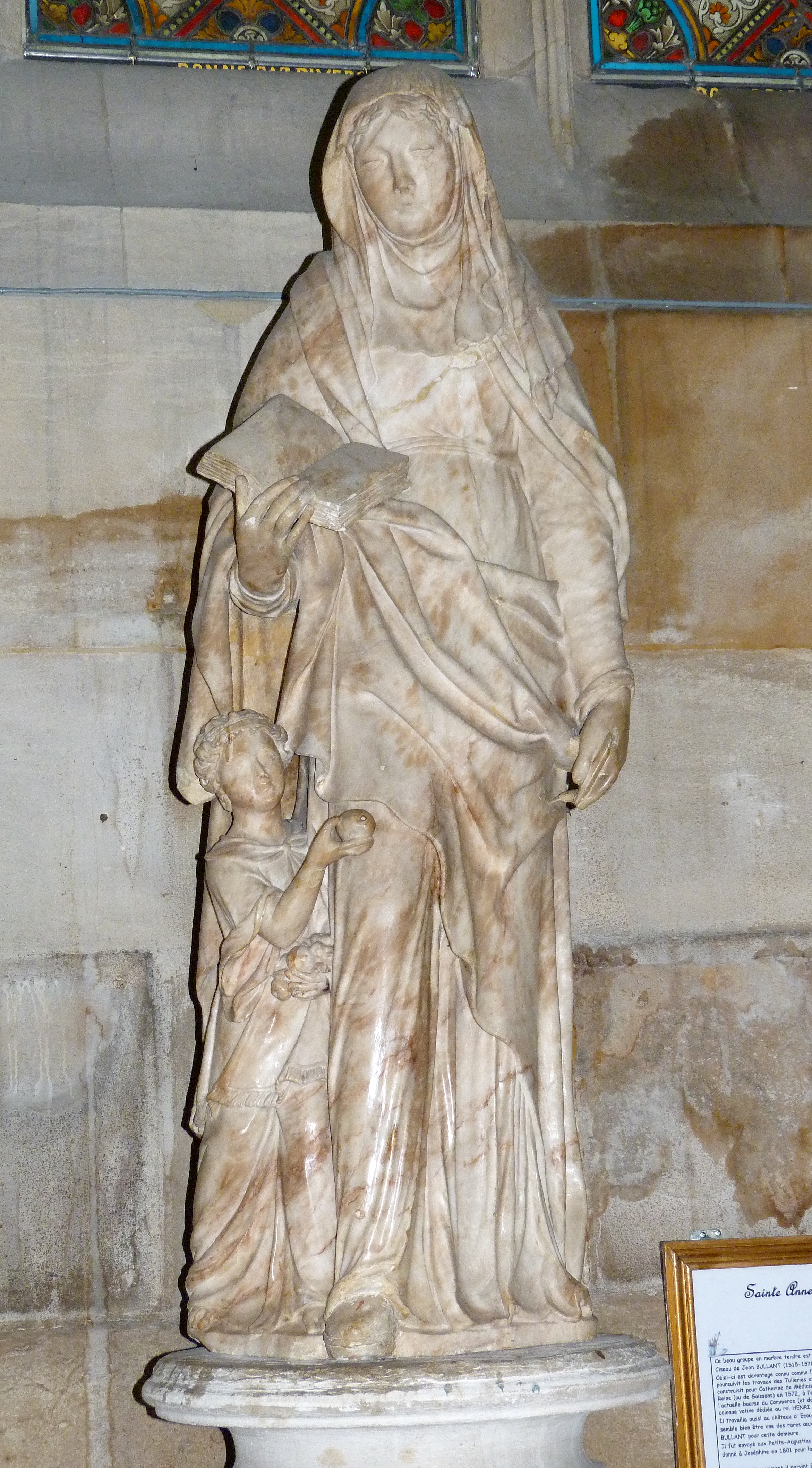
Sainte Anne et la Vierge, Jean Bullant (XVIe siècle).
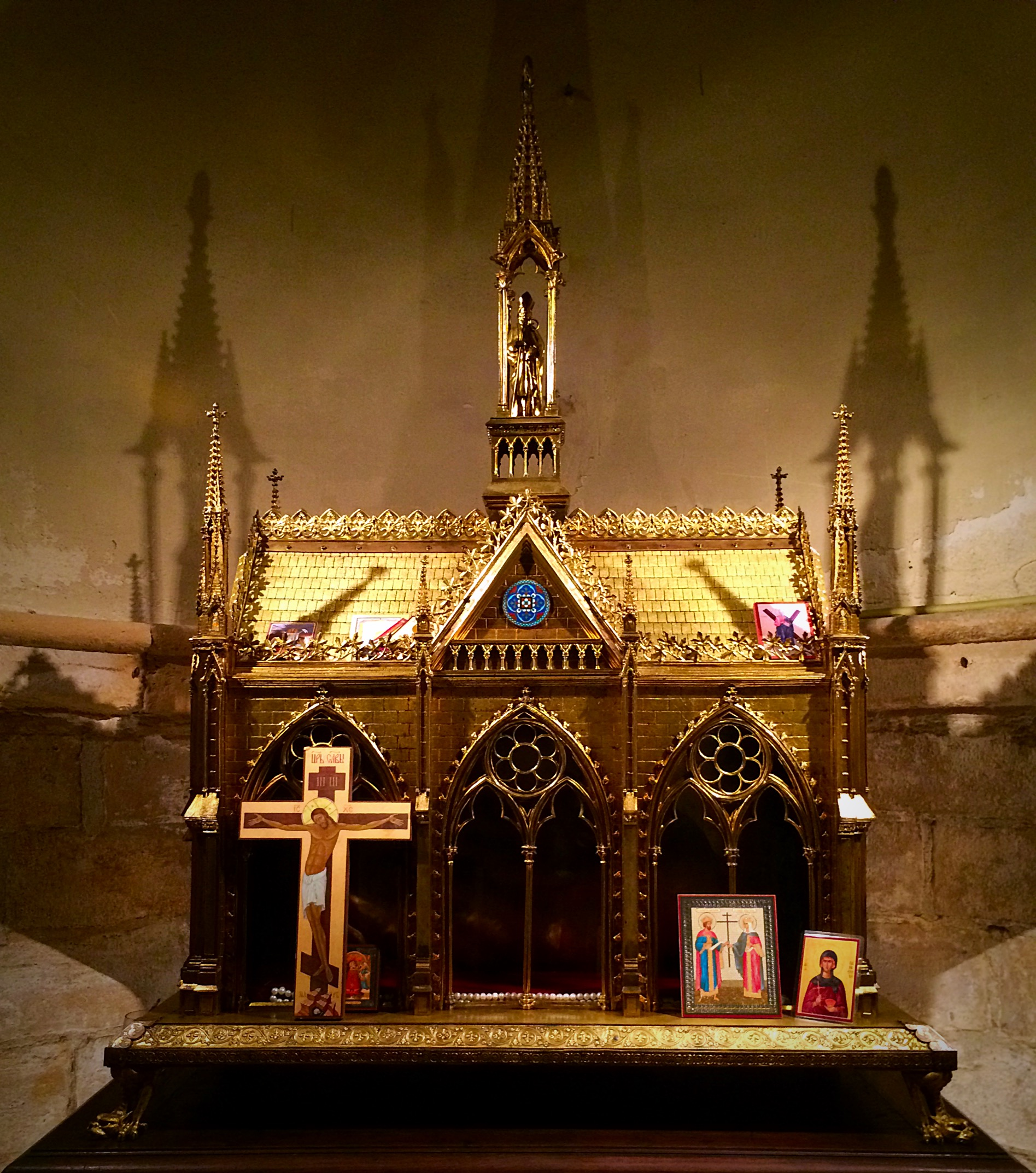
Le reliquaire de sainte Hélène dans la crypte.
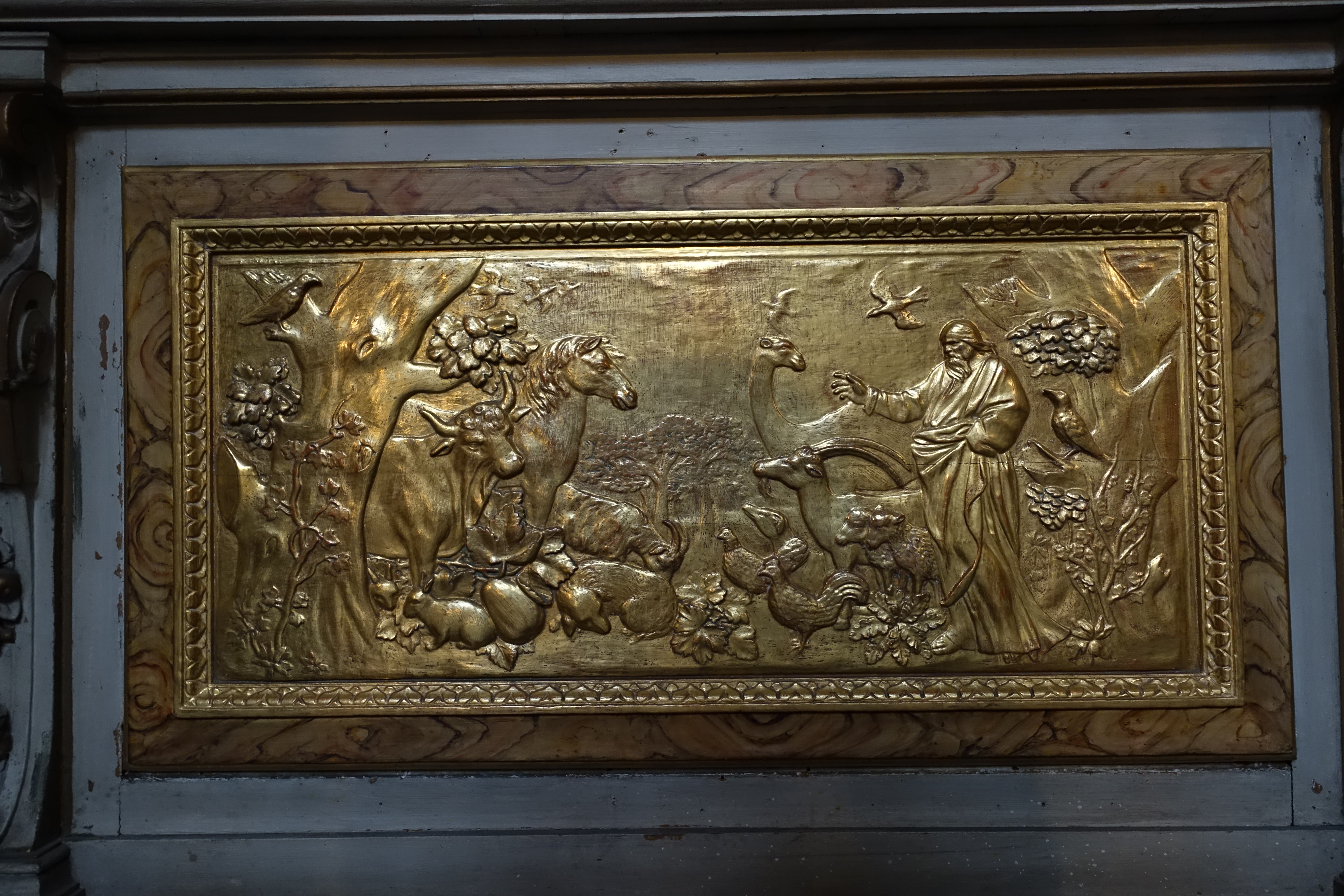
La Création du monde, bas-relief doré à la feuille.
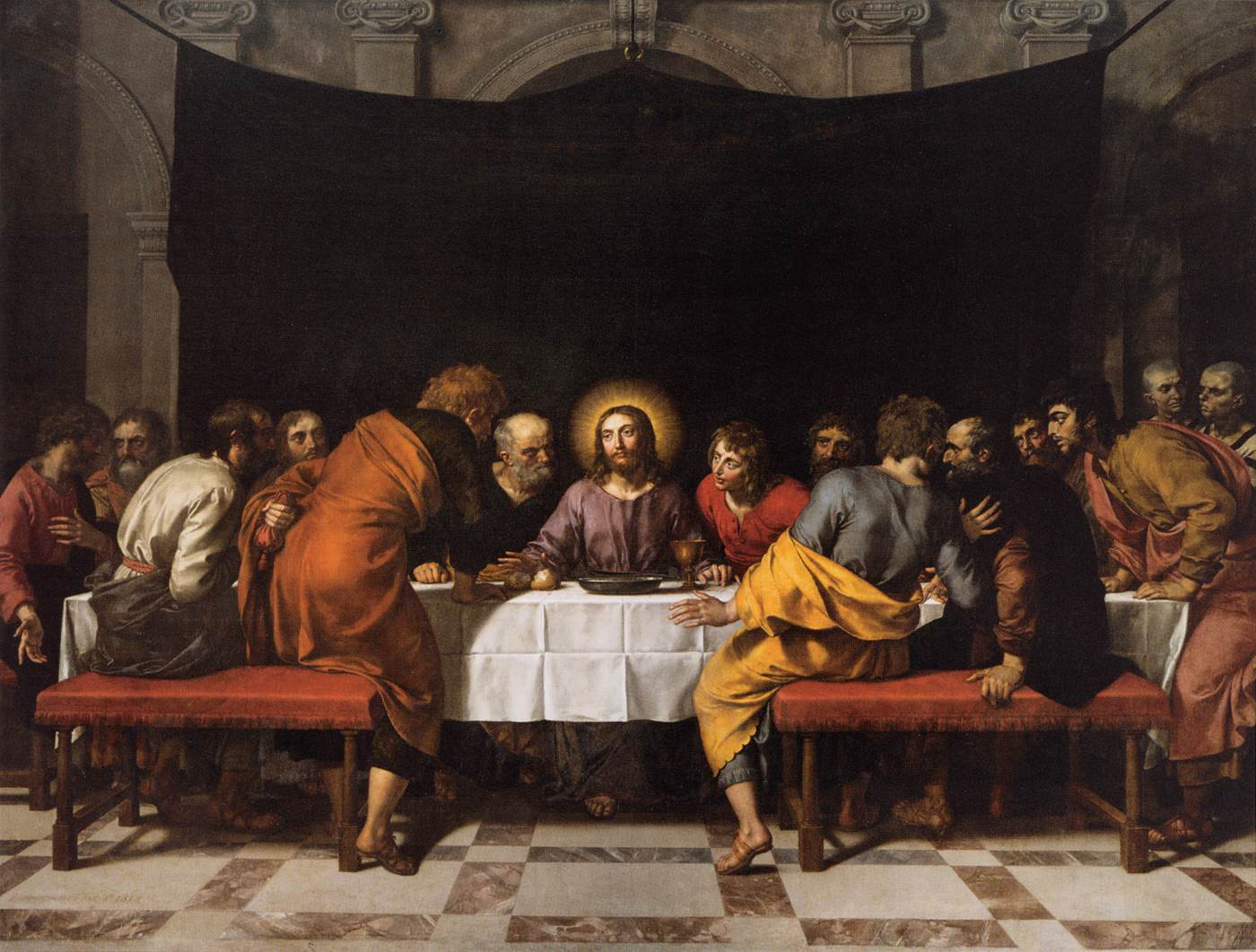
La Sainte Cène, Frans Pourbus le Jeune (1618), musée du Louvre.

## Curés
- s.d. : Gilbert-Jacques Martinant de Préneuf (1757-1827), prêtre, docteur en théologie, curé de la paroisse église Notre-Dame-Saint-Lambert de Vaugirard, à Vaugirard (Paris, 15e arrondissement) et de l'église Saint-Leu-Saint-Gilles de Paris, dans le 1er arrondissement[20]. Prêtre ayant fait le serment constitutionnel, puis s'est rétracté, a émigré ; il célèbre les obsèques de son confrère de Bourg-la-Reine le 21 septembre 1807[21].